# Pawłowa (Adamówka)
Pawłowa ist ein in Polen gelegener Weiler in der Woiwodschaft Karpatenvorland, im Powiat Przeworski, in der Gmina Adamówka, auf dem Gebiet der Ortschaft Pawłowa.
In den Jahren 1975–1998 gehörte der Ort zur Woiwodschaft Przemyśl.
Der Ort liegt an der Grenze zum Powiat Lubaczowski, nahe dem Ortsteil Wola Cewkowska.